# Julio Palestro Velásquez
Julio César Palestro Velásquez (Santiago, 24 de enero de 1954-16 de septiembre de 2022) fue un político chileno, militante del Partido Socialista (PS). Fue alcalde de la comuna de San Miguel entre 2004 y 2016.

## Biografía
Fue hijo de Julio Palestro Rojas, también alcalde de San Miguel, fallecido durante su exilio en Suecia en 1979, y Ana Velásquez Valdés, que sigue residiendo en ese país. Se casó con Patricia Alvear, con quien tiene una hija. Además sus tíos Mario Palestro y Tito Palestro, ocuparon diversos cargos públicos en San Miguel.
Estudió sus estudios secundarios en el Liceo Andrés Bello y en la Escuela Industrial San Miguel. Posteriormente, durante su exilio en Suecia, terminó sus estudios de diseño gráfico y, luego de regresar a Chile en 1992, perfeccionó sus estudios en la Universidad ARCIS.

## Vida política
Siguiendo la tradición familiar, ingresó al PS, tras el Golpe de Estado de 1973 con 19 años de edad, fue detenido por la Fuerza Aérea de Chile (FACH), siendo llevado primero a la Base Aérea El Bosque, posteriormente al Estadio Nacional y en noviembre de ese mismo año, fue trasladado al Campo de Concentración Chacabuco en Antofagasta.
Tras ser liberado por las autoridades militares, vivió un año más en Chile para luego a finales de 1976, partir al exilio en Austria, donde residía su hermana mayor Tatiana, también perseguida por la dictadura militar de Augusto Pinochet, junto a su marido Omar Beiza y sus hijos Eric y Leila.
Posteriormente se trasladó a Suecia, reencontrándose con sus padres y hermanos menores. Durante su paso por la nación escandinava se dedicó al trabajo social y solidario, principalmente ayudando a sus compatriotas.
Así mismo durante los años 80, realizó un destacado papel en la dirección exterior del PS. Tras regresar del exilio se reincorporó al Partido Socialista de San Miguel, siendo su presidente comunal, también fue encargado político de la comuna, vicepresidente del Partido Socialista de la Región Metropolitana, miembro entre 2006 y 2008 de la comisión política del PS y entre 2008 y 2010, miembro del Comité Central.
En las elecciones municipales de 2000, fue elegido concejal por San Miguel, siendo el primer socialista electo desde el retorno a la democracia. En 2004 fue elegido alcalde con un 42,20 %, derrotando al entonces alcalde Eduardo Ramírez, obtuvo la reelección el 2008 con un 56,36 %. El 2012 obtendría su tercer mandato con una ventaja de prácticamente 10000 votos más que su contrincante, logrando el 57,89 %.
Buscó un cuarto mandato como alcalde, en las elecciones municipales de 2016, pero fue derrotado estrechamente por el entonces concejal Luis Sanhueza Bravo (RN).

## Historial electoral

### Elecciones municipales de 2000
- Elecciones municipales de 2000, para la alcaldía y concejo municipal de San Miguel[2]

### Elecciones municipales de 2004
- Elecciones municipales de 2004, para la alcaldía de San Miguel[3]

### Elecciones municipales de 2008
- Elecciones municipales de 2008, para la alcaldía de San Miguel[4]

### Elecciones municipales de 2012
- Elecciones municipales de 2012, para la alcaldía de San Miguel[5]

### Elecciones municipales de 2016
- Elecciones municipales de 2016, para la alcaldía de San Miguel[6]